# Хауорт, Джордж
Джордж Ха́уорт (англ. George Haworth; 17 октября 1864 — 5 января 1943) — английский футболист, хавбек. Выступал за футбольные клубы «Аккрингтон», «Престон Норт Энд» и «Блэкберн Роверс», а также за национальную сборную Англии.

## Клубная карьера
Родился в Аккрингтоне в семье печатника. С 1878 года играл за юношескую футбольную команду «Крайст Черч». В 1882 году присоединился к клубу «Аккрингтон». Год спустя перешёл в «Престон Норт Энд», а в 1884 году стал игроком  «Блэкберн Роверс». В сезоне 1884/85 помог команде выиграть Кубок Англии, обыграв в финальном матче шотландский клуб «Куинз Парк».
В сезоне 1885/86 Хауорт вернулся в «Аккрингтон». До основания Футбольной лиги команда играла в кубковых и товарищеских матчах. 8 сентября 1888 года Хауорт дебютировал за «Аккрингтон» в матче первого сезона Футбольной лиги против «Эвертона» на «Энфилде» (поражение со счётом 1:2). Всего в сезоне 1888/89 Хауорт провёл за команду 21 матч в Футбольной лиге, забив 1 гол.
В сезоне 1889/90 Хауорт был капитаном «Аккрингтона» и «великолепно выступал в центре обороны», сыграв в 16 матчах на позиции хавбека и забив 2 гола. Также он провёл за команду два матча в Кубке Англии.
Он продолжал выступать за «Аккрингтон» до 1892 года. Свою последнюю игру за клуб провёл 12 марта 1892 года (против «Астон Виллы» в Футбольной лиге).
После завершения карьеры игрока работал в «Аккрингтоне» на административных должностях.

## Карьера в сборной
5 февраля 1887 года Хауорт дебютировал за сборную Англии, сыграв на позиции правого хавбека в матче Домашнего чемпионата против сборной Ирландии на стадионе «Брэмолл Лейн» в Шеффилде, который завершился разгромной победой англичан со счётом 7:0. Он стал первым игроком «Аккрингтона», сыгравшим за сборную Англии. 26 февраля того же года помог англичанам обыграть сборную Уэльса на «Сарри Крикет Граунд» в Кеннингтон со счётом 4:0.19 марта 1887 года в составе сборной Англии проиграл сборной Шотландии в решающей игре Домашнего чемпионата со счётом 2:3
В следующем году англичане реабилитировались от предыдущего поражения шотландцам, разгромив их 17 марта 1888 года на стадионе «Кэткин Парк» в Глазго со счётом 5:0. Согласно отчётам о матче в газетах The Independent, TheDaily Echo и The Evening Post Хауорт стал автором первого гола англичан, хотя ряд других отчётов называют его автором Тинзли Линдли.
5 апреля 1890 года Хауорт провёл свой пятый (и последний) матч за сборную Англии: это была игра Домашнего чемпионата против сборной Шотландии на «Хэмпден Парк» в Глазго, которая завершилась вничью со счётом 1:1.

## Достижения
«Блэкберн Роверс»
- Обладатель Кубка Англии: 1884/85

Сборная Англии
- Победитель Домашнего чемпионата Великобритании: 1888

## Статистика выступлений
| Клуб       | Сезон   | Лига | Лига | Кубок | Кубок | Итого | Итого |
| Клуб       | Сезон   | Игры | Голы | Игры  | Голы  | Игры  | Голы  |
| ---------- | ------- | ---- | ---- | ----- | ----- | ----- | ----- |
| Аккрингтон | 1888/89 | 21   | 1    | 2     | 0     | 23    | 1     |
| Аккрингтон | 1889/90 | 16   | 2    | 2     | 0     | 18    | 2     |
| Аккрингтон | 1890/91 | 15   | 0    | 3     | 0     | 18    | 0     |
| Аккрингтон | 1891/92 | 22   | 0    | 3     | 1     | 25    | 1     |